# Bowerbankia francorum
Bowerbankia francorum är en mossdjursart som beskrevs av Jullien 1888. Bowerbankia francorum ingår i släktet Bowerbankia och familjen Vesiculariidae. Inga underarter finns listade i Catalogue of Life.